# Schudden voor Gebruik
Schudden voor Gebruik was een Vlaams radioprogramma,  dat van 1963 tot 1965 uitgezonden werd op BRT 1 (Radio 1). Het ging de geschiedenis in als het eerste Vlaamse/Belgische radioprogramma dat enkel rock-'n-roll draaide. De presentator was Guy Mortier.

## Geschiedenis
Guy Mortier werkte sinds 1961 als freelancejournalist voor het tijdschrift Humo. In die jaren was er op de Vlaamse openbare omroep amper muziek voor jongeren te horen, laat staan rock-'n-roll. Wanneer de omroep al eens popmuziek draaide werd alles steevast routineus en allesbehalve opwindend aan elkaar gepraat. De zelf 17-jarige Mortier was hier zo verontwaardigd over dat hij een klachtbrief naar de radio-omroep stuurde en beweerde dat hij het zelf beter zou kunnen. Tot zijn verbazing schreef Léonce Gras, directeur van de omroep, hem terug en vroeg hem hoe hij het dan precies anders zou aanpakken? Mortier stelde enkele nummers voor, schreef er humoristische bindteksten bij en uiteindelijk mocht hij het programmavoorstel zelf komen presenteren.
Aanvankelijk heette het programma "Tussen tien en twintig", maar Mortier doopte het later om in een pittiger naam: "Schudden voor Gebruik", gebaseerd op de instructies die je op pillendoosjes vindt. Het eerste nummer dat hij toen draaide was Long Tall Sally door Little Richard.
"Schudden voor Gebruik" was een gat in de markt op de Vlaamse radiozenders en trok daarom ook veel jonge luisteraars en rockfans aan. Mortier praatte alle plaatjes aan elkaar in zijn typische speelse en humoristische stijl. Elke uitzending leidde hij in met de woorden: "Een goeie opperbeste middag" en sloot af met de uitspraak: "Toodeloo!"  Mortier behielp zich met alle platen die de zender voorhanden had, maar had te weinig geld om nieuwe singles aan te schaffen. Toen hij de directeur vroeg of hij hiervoor wat extra geld kon krijgen, antwoordde de man volgens Mortier: "Heb je de B-kanten al gedraaid?" Mortier haalde alle actuele informatie rond rock- en popmuziek uit Radio Luxembourg en de Nederlandse radiozenders, waar hij voortdurend naar luisterde en die volgens hem "jaren voor lagen op de Vlaamse zenders". Hij imiteerde zelfs het Nederlandse accent van de presentatoren. Qua bindteksten en humor was hij sterk beïnvloed door schrijver Godfried Bomans.

## Opnames
Jarenlang leken er geen opnames van dit programma bewaard te zijn gebleven. Op 4 oktober 2009 was Mortier te gast in het televisieprogramma De jaren stillekens, waar hij de eerste aflevering van "Schudden voor Gebruik" nog eens (kort) overdeed.
Op 9 oktober 2012 vond Germain Van de Weghe uit Ruiselede zeven afleveringen terug die hij in 1964 op tape had opgenomen. Hij plaatste ze op YouTube.
Op 2 maart 2014 overhandigde Mortier twee magnetofoonbanden die hij bij hem thuis op zolder had teruggevonden aan het VRT-archief. Dit werd ook uitgezonden bij Nele Van den Broeck in het Radio 1-programma "Nele in Radioland". Hij vermoedde dat er mogelijk opnames van "Schudden voor Gebruik" op stonden, maar uiteindelijk bleek dit niet het geval. Ter compensatie liet de presentatrice van dienst maar enkele fragmentjes van de YouTube-opnames horen.